# Altay Spor Kulübü
L' Altay Spor Kulübü  és un club de futbol turc de la ciutat d'Esmirna.

## Història
L'Altay es va fundar el 1914 a Esmirna amb la intenció d'unir els joves turcs que practicaven esport a la ciutat amb el suport dels polítics del moment amb el nom d'Altay Gençlik ve Spor Kulubü.
Els seus colors negre i blanc representen el dolor i l'honestedat del poble turc.
El jugadors de l'Altay SK representaren Turquia als Jocs Olímpics de París de 1924. També fou el primer club turc que participà en la Copa de la UEFA. El seu jugador Vahap Özaltay fou el primer jugador turc transferit a l'estranger (Racing Club de París el 1932).

## Palmarès
- Copa turca de futbol (2): 1966–67, 1979–80
- Lliga d'Esmirna de futbol (12): 1923–24, 1924–25, 1927–28, 1928–29, 1930–31, 1933–34, 1936–37, 1940–41, 1945–46, 1947–48, 1950–51, 1953–54
- Lliga d'Esmirna de futbol (professional) (2): 1956–57, 1957–58
- Copa TSYD (14)

## Jugadors destacats
- Mustafa Denizli
- Fatih Tekke
- Alpay Özalan
- Nejat Evliyazade
- Vahap Özaltay
- Nazmi Bilge
- Kaya Köstepen
- Necmi Perekli
- Yusuf Tunaoğlu
- Erol Togay
- Necati Ateş
- İbrahim Akın
- Çağdaş Atan
- Reza Shahroudi
- Alioum Boukar
- Kenan Hasagić
- Ilian Iliev
- Miodrag Ješić
- Norman Mapeza